# Osrblianka
Osrblianka – potok w Rudawach Weporskich w środkowej Słowacji, lewobrzeżny dopływ Czarnego Hronu.
Źródła Osrblianki znajdują się na wysokości ok. 1060 m n.p.m., na północno-wschodnich stokach góry Hájny grúň (1208 m n.p.m.), wznoszącej się już na skraju krawędzi dawnego stratowulkanu Polany (tzw. Vysoká Poľana). Na całej swej drodze potok spływa generalnie w kierunku północno-wschodnim. W miejscu zwanym Tri vody przyjmuje dwa dopływy: lewobrzeżny Jeleňovský potok (spod grzbietu Kolba – Sedlo pod Hrbom) i prawobrzeżny (mniejszy) potok Gazdová. W dalszym biegu przyjmuje szereg drobniejszych dopływów, natomiast we wsi Osrblie, od której przyjęła nazwę, większy dopływ z lewej strony, zwany Anderlová. Ostatni większy dopływ, również lewostronny, o nazwie Dolinka, przyjmuje koło leśniczówki Hruškovo, po czym na wysokości ok. 480 m n.p.m., w centrum miejscowości Hronec, uchodzi do Czarnego Hronu.
Praktycznie cała dolina potoku jest wąska, otoczona dość stromymi stokami i zalesiona. Powyżej wsi Osrblie prawie bezludna, jedyne stale zamieszkałe obiekty to leśniczówki (idąc od dołu) Podsuchá oraz Tri vody (i kilka gospodarstw koło niej). Całą doliną aż po Tri vody biegnie asfaltowa droga, dostępna jednak dla pojazdów samochodowych tylko do leśniczówki Podsuchá.
Z końcem XVIII w. w górnej części doliny Osrblianki znaleziono pokłady rud żelaza. W 1795 r. miejscu zwanym Tri vody wybudowano nowoczesny na ówczesne czasy wielki piec, którego zakonserwowana ruina znajduje się tam dotychczas.
Na początku XX w. w dolinie Osrblianki wybudowano leśną kolej wąskotorową, służącą do zwózki drewna. Biegła ona z Hronca aż po Tri vody i funkcjonowała do przełomu lat 60. i 70.

## Turystyka
Górnym odcinkiem doliny (zwanym Veľká Prostredná), od leśniczówki Tri vody biegnie niebiesko znakowany szlak turystyczny na Sedlo Jasenová (1103 m n.p.m., już w masywie Polany). W Troch vodach dolinę przecina dalekobieżny, czerwono znakowany szlak znany jako Rudná magistrála.